# Anna af Preussen
Maria Anna Friederike ( 17. maj 1836 – 12. juni 1918), prinsesse af Preussen og landgrevinde af Hessen-Kassel. Prinsess Anna var datter af prins Karl af Preussen og barnebarn af kong Frederik Vilhelm 3. af Preussen. Hun var således niece til kejser Wilhelm 1. af Tyskland.

## Familie
Anna var det yngste barn ud af en søskendeflok på tre. Hendes forældre var Prins Carl af Preussen (1801-1883) og hans hustru, Prinsesse Marie of Sachsen-Weimar-Eisenach (1808–1877).
Prins Carl var tredje søn af kong Frederik Vilhelm 3. og den berømte Louise af Mecklenburg-Strelitz. 
Hendes eneste bror, prins Frederik Karl af Preussen (1828-1885) var øverstkommanderende over de preussiske tropper i krigen mellem Preussen og Danmark i 1864.

## Ungdom
Anna voksede op i familiens palads i Berlin og på sommerresidensen, Schloss Glienicke, der lå lidt udenfor byen.
Hun interesserede sig for kunst og musik og var selv en dygtig pianist. 
Hun blev betragtet som en skønhed og kejser Franz Joseph 1. af Østrig-Ungarn blev forelsket i hende og ønskede at gifte sig med Anna. Hun var allerede forlovet og da de preussiske statsmænd heller ikke ønskede en alliance med Østrig blev et ægteskab opgivet.

## Ægteskab
Anna blev i 1853 gift med Frederik, prins af Hessen-Kassel (1820-84). Han var bosat i København og parret flyttede ind i hans palæ i Bredgade. Frederik var søn af prinsesse Louise Charlotte af Danmark og landgreve Vilhelm 10. af Hessen-Kassel. Hans forældre havde i det meste af deres ægteskab boet i Danmark, og Vilhelm var på et tidspunkt kommandant over København. 
Frederik selv havde været tronarving til både Danmark og Hessen-Kassel, men havde opgivet sit arvekrav på Danmark. 

## Tiden i København
Til trods for at Frederik havde opgivet sit arvekrav til Danmark boede han som nævnt fortsat i landet. Da Anna kom til Danmark fik hun en officiel modtagelse, og da parrets første søn skulle døbes skete det med kongehusets døbefont.
Parrets hjem blev et af datidens selskabslivs vigtigste samlingssteder og Anna blev kendt for sin store gæstfrihed og deres hjem var velbesøgt af datidens kunstnere, heriblandt H.C. Andersen. 
Modsat den preussiske kongefamilie var den danske mere afslappet i deres omgang med befolkningen, hvilket ikke passede hendes familie, men hun omstillede sig hurtigt til de nye krav.
I forbindelse med krigen i 1864 forlod parret Danmark for bestandigt og bosatte sig i Tyskland. 

## Senere liv
Frederik stod stadig til at arve Hessen-Kassel, men under den Preussisk-østrigske krig i 1866 blev landet besat af Preussen. Da landet kort tid blev inkorporeret i Preussen, mistede Frederik også muligheden for at overtage stamlandet. Han blev dog overhoved for fyrsteslægten, da den sidste kyrfyrste Frederik Vilhelm 1. døde i 1875. Parret kunne efterfølgende benytte de af familiens paladser, der ikke var konfiskereret af den preussiske stat. 
I 1901 konverterede Anna til katolicismen, hvilket medførte en del politiske komplikationer.

## Børn
Anna of Frederik fik sammen 6 børn
- Frederik Vilhelm Nikolaj Karl, (1854-1888), titulær landgreve af Hessen-Kassel (1884-1888), født 15. oktober 1854 i København. Ugift. Døde på en sejltur til Singapore.
- Elisabeth Alexandra Maria Charlotte Louise, prinsesse af Hessen-Kassel, (1861-1955) født 13. juni 1861 i København. Gift med arveprins Leopold af Anhalt
- Alexander Frederik Vilhelm Albrecht,(1863-1945), titulær landgreve af Hessen-Kassel (1888-1925), født 25. januar 1863 i København.
- Frederik Karl, (1868-1940), titulær landgreve af Hessen-Kassel (1925-1940), født 1. maj 1868 på Panker i Holsten, kandidat til den finske trone i 1918.
- Marie Polyxene Olga Viktoria Dagmar Anna, prinsesse af Hessen-Kassel,(1872-1882).
- Sibylle Margaretha Christa Thyra Hedvig Catharina, prinsesse af Hessen-Kassel, (1877- 1925).